# (21130) 1993 FN
1993 أف أن (ويعرف أيضًا باسم (21130) 1993 أف أن وفق تسمية الكوكب الصغير) (بالإنجليزية: 1993 FN)‏ هو كويكب ضمن حزام الكويكبات؛ وترتيبه 21130 من حيث الاكتشاف.
اكتُشف هذا الجُرم الفلكي بواسطة باميلا إم كيلمارتن في 23 مارس 1993.

## وصلات خارجية
- (21130) 1993 FN في قاعدة بيانات مختبر الدفع النفاث لأجرام النظام الشمسي الصغيرة

- الاكتشاف · مخطط المدار ·  العناصر المدارية · المعلمات المادية

- (21130) 1993 FN على موقع ويكي سكاي: DSS2, SDSS, GALEX, IRAS, Hydrogen α, X-Ray, Astrophoto, Sky Map, Articles and images